# Xarchiver
Xarchiver — вільна програма, що використовується для стиснення та розпаковування файлів. Є частиною оточення Xfce.
Ви можете працювати з цими форматами стиснення даних:
- 7-Zip
- arj
- bzip2
- deb
- gzip
- iso
- lha
- rar
- rpm
- tar
- zip